# 683

## Decese
- 1 iulie: Papa Leon al II-lea  (n. 611)
- 28 august: K'inich Janaab' Pakal I  (n. 603)